# Neoleleupidia
Neoleleupidia is een geslacht van kevers uit de familie van de loopkevers (Carabidae). De wetenschappelijke naam van het geslacht is voor het eerst geldig gepubliceerd in 1953 door Basilewsky.

## Soorten
Het geslacht Neoleleupidia is monotypisch en omvat slechts de volgende soort:
- Neoleleupidia kochi Basilewsky, 1953